# خسرو أباد (فريدون شهر)
خسرو أباد (بالفارسية: خسروآباد) هي قرية تقع في قسم بيشكوة موغوئي الريفي في إيران. يقدر عدد سكانها بـ 85 نسمة بحسب إحصاء 2016.